# Atherimorpha scutellaris
Atherimorpha scutellaris är en tvåvingeart som beskrevs av Malloch 1932. Atherimorpha scutellaris ingår i släktet Atherimorpha och familjen snäppflugor. Inga underarter finns listade i Catalogue of Life.